# ミルリーフ系
ミルリーフ系（ミルリーフけい、Mill Reef Line）は馬（主にサラブレッド）の父系（父方の系図）の1つである。

## 概要
1971年のダービーステークス馬Mill Reefから発した系統で、場合によってはネヴァーベンド系の中の一系統として扱われることもある。
日本では、中央・地方問わず産駒が大活躍したミルジョージの産駒が1980年代後半に大量に種牡馬入りした。また未勝利ながら良血が買われて種牡馬入りしたマグニテュードも良質の産駒を多く出した。その背景には、ノーザンテーストらの活躍により流行していたノーザンダンサー系の繁殖牝馬に付ける種牡馬が求められていたことがあった。
そのため、一時はその他のミルリーフ系の種牡馬も多数輸入され、父系が隆盛を極めるかに見えた。しかし1990年代になってサンデーサイレンスを筆頭とした新たな系統の輸入種牡馬の台頭で、日本独自のスピード競馬が確立すると、パワーと闘争心が勝ったタイプの多いミルリーフ系の種牡馬の産駒は苦戦するようになる。近年も種牡馬の輸入は続いているが、ダービーステークス馬ハイライズがほとんど種付け相手を集められず、欧州に逆輸出されるなど、必ずしも生産界での人気が高いとは言えなくなっている。2000年以降では、日本で走って種牡馬入りする本系統の活躍馬は出ていない。
欧州では、Shirley Heights、Doyounの系統からそれぞれ後継種牡馬が出ている。特にShirley Heightsは産駒のDarshaanが一流種牡馬の地位を築き上げており、21世紀初頭までは勢いがあった。2010年代後半以降は活躍馬が減り他のナスルーラ系同様勢いが弱っているが、その中でLord of Englandが2016年独ダービー馬Isfahanを更にその仔のSisfahanも独ダービーを制し、Dalakhani産駒のShakeelが2017年のパリ大賞典を勝つなどしており、細々とではあるが父系を繋いでいる。

## サイアーライン
- Darley Arabian 1700
  - Bartlet's Childers 1716
    - Squirt 1732
      - Marske 1750
        - Eclipse 1764　　　←---エクリプス系へ戻る
          - Potoooooooo 1773
            - Waxy 1790
              - Whalebone 1807
                - Sir Hercules 1826
                  - Birdcatcher 1833
                    - The Baron 1842
                      - Stockwell 1849
                        - Doncaster 1870
                          - Bend Or 1877
                            - Bona Vista 1889
                              - Cyllene 1895
                                - Polymelus 1902
                                  - Phalaris 1913　　　←---ファラリス系へ戻る
                                    - Pharos 1920
                                      - Nearco 1935　　　←---ネアルコ系へ戻る
                                        - Nasrullah 1940　　　---←ナスルーラ系へ戻る
                                          - Never Bend 1960　　　---←ネヴァーベンド系へ戻る
                                            - Mill Reef 1968　　　---↓ミルリーフ系（改行）

---↓ミルリーフ系---
- Mill Reef 1968
  - *アカマス Acamas 1975
    - モガミリーフ 1985

  - *ディードオブギフト Deed of Gift 1975
  - Diamante D 1975
  - *マグニテュード Magnitude 1975 → エルプス 1982
    - マグニカチドキ 1980（アア）
    - コガネパワー 1988
    - ミホノブルボン 1989
      - シュイベモア 1998

    - ユウトウセイ 1990
    - マサラッキ 1993

  - *ミルジョージ Mill George 1975 → ロジータ 1986、エイシンサニー 1987、リンデンリリー 1988
    - エビスジョウジ 1981
    - テスコジョージ 1981
    - ミルコウジ 1981
    - ロッキータイガー 1981
    - スーパーグラサード 1982
    - ミスタージョージ 1982（アア）
      - ナタリージョージ 1990（アア）
      - サバンナテイオー 1991（アア）
      - タッチアップ 1992

    - シナノジョージ 1983
    - ジョージレックス 1984
    - スーパーウインナー 1984（アア）
    - モガミヤシマ 1984
    - ジョージモナーク 1985
    - ミスターシクレノン 1985
    - ユーワフォルテ 1985
    - テムジン 1986
    - ハッピィーギネス 1986
    - ミルユージ 1986
    - メリージョージ 1986
    - コンセントリーフ 1987
    - ホクソウコマ 1987
    - スパートホーラー 1988
    - イナリワン 1984
    - エイシンヒエン 1985
    - オサイチジョージ 1986
    - ユートジョージ 1987
    - ウイニングウエイ 1991
    - ヤシマソブリン 1991

  - Shirley Heights 1975 → High Hawk 1980、ロゼカラー 1993　　　---↓シャーリーハイツ系
    - Oak Ridge 1980
    - *スカラマンガ Skaramanga 1980
    - Elegant Air 1981
      - Dashing Blade 1987
        - Soave 1999
        - Lord of England 2003 →*フィオドラ 2011
          - Isfahan 2013

        - Forthe Millionkiss 2004

    - Darshaan 1981
      - *コタシャーン Kotashaan 1988
      - Mark of Esteem 1993 → Reverence （g） 2001
        - Redback 1999
        - Sir Percy 2003
          - Zellis 2011

      - Josr Algarhoud 1996
      - Dilshaan 1998
      - Olden Times 1998
      - Dalakhani 2000 → Moonstone 2005
        - *コンデュイット Conduit 2005
        - Reliable Man 2008
          - Erasmus 2015

        - Shakeel 2014

    - Head for Heights 1981
    - Slip Anchor 1982 → User Friendly 1989 Morshdi (g) 1998
      - Posidonas 1992

    - *シェイディハイツ Shady Heights 1984
      - ハイエステイト High Estate 1986
      - Close Conflict 1991
      - *ハイライズ High Rise 1995

    - Deploy 1987
    - Know Heights 1989
      - Ivoire 2003
      - Jeune Turc 2004
      - Send Inthe Clowns 2006

    - Zinaad 1989 → Kazzia 1999
    - セントジョーンズ 1990
    - Zindabad 1996

  - Main Reef 1976
  - Moulin 1976
    - Village Star 1983
      - Star Finch 1993

  - *ミルフォード Millford 1976
  - *ヤマニンケイ Vrachos 1976
  - Glint of Gold 1978
  - *ダイヤモンドショール Diamond Shoal 1979
  - *リーフグレイド Reef Glade 1979
  - *パドスール Pas de Seul 1979 → タケノベルベット 1989
  - テイジョウキュウ 1979
  - Simply Great 1979
  - Garde Royale 1980 → *カーリング Carling 1992
    - Robin des Champs 1997
      - Cokoriko 2009

    - Kapgarde 1999

  - Millfontaine 1980
  - *リーファーマッドネス Reefer Madness 1980
  - *サウスアトランティック South Atlantic 1980
    - アズマイースト 1987
    - ビソウサウス 1990（アア）
    - マルブツセカイオー 1990
    - サウスロード 1991

  - *ハイコマンダー High Commander 1981
  - King of Clubs 1981
  - Lashkari 1981 → Sinntara 1989
  - Marooned 1981
  - *ミルサイド Millside 1981
  - *テリオス Telios 1981 → メジロランバダ 1993
  - *ミラーズメイト Miller's Mate 1982
  - *ロイヤルコーチ Royal Coach 1982
  - ミルグロリー 1982
  - *イブンベイ Ibn Bey 1984
  - *スターリフト 1984
  - *ローズリーフ Rose Reef 1984
  - *ワッスル Wassl 1984
  - Reference Point 1984
  - Star Lift 1984
  - *アカデミック Academic 1985
  - Doyoun 1985
    - Daylami 1994
      - Grey Swallow 2001
      - Indian Days 2005
      - Voila Ici 2005

    - Kalanisi 1996
      - Mariydi 2006

    - Manndar 1996

  - *アロングオール Along All 1986
  - *クリエイター Creator 1986
  - *シエラスター Sierra Star 1986

- サイアーライン上は全て種牡馬入りした馬。→印は牝馬、セン馬の代表産駒で非種牡馬。